# Claude Lorrain

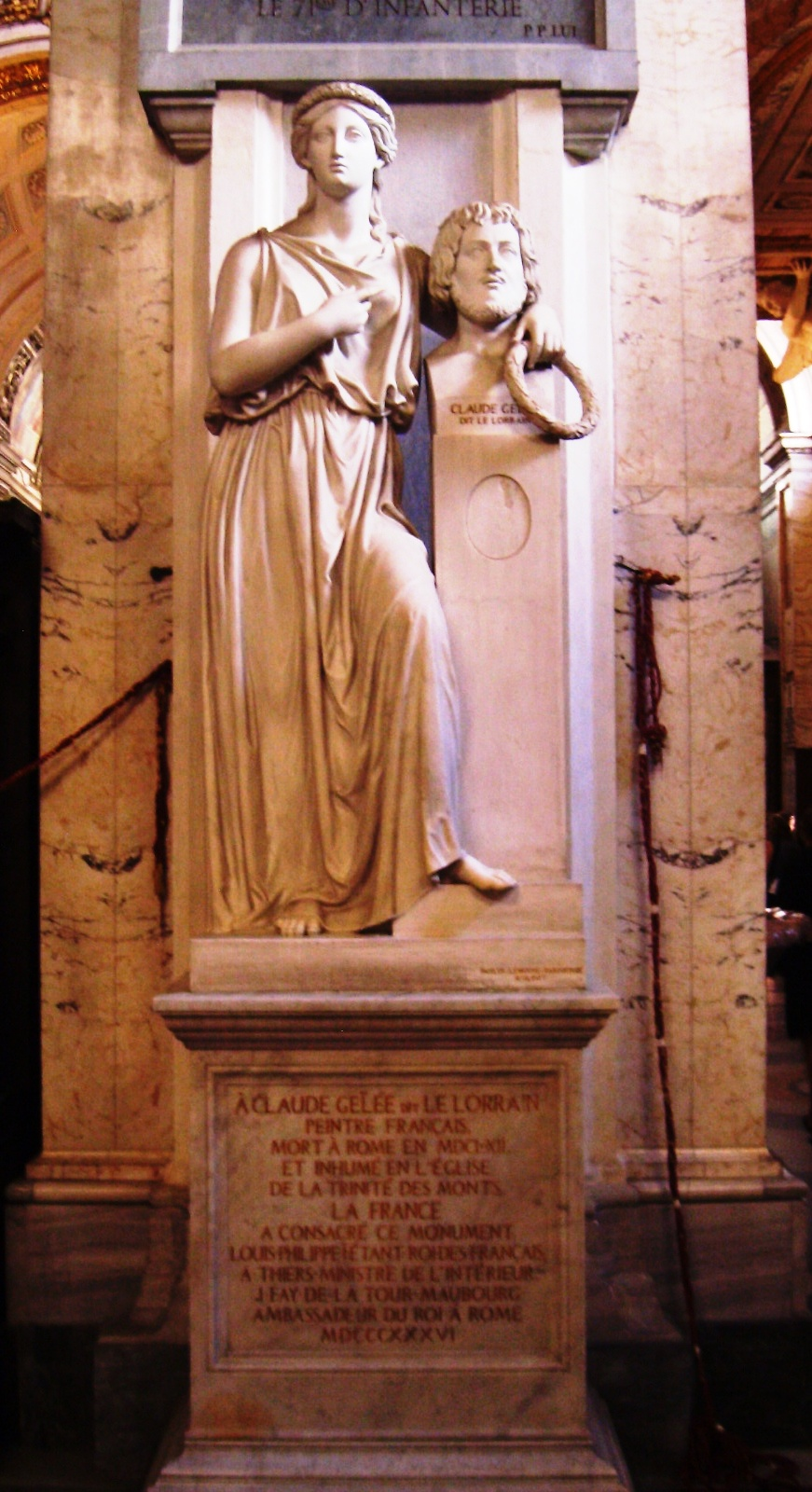
Monumento funerário de Lorrain, na Igreja de São Luís dos Franceses (Roma).

Claude Gellée, também conhecido como Claude Lorrain, (Chamagne, Lorena, 1600; — Roma, 23 de novembro de 1682), foi um pintor francês estabelecido na Itália. Pertencente ao período da arte barroca, enquadra-se no chamado classicismo, dentro do qual se destacava no paisagismo. De sua extensa produção, 51 gravuras, 1.200 desenhos e cerca de 300 pinturas sobrevivem hoje.
Geralmente descrito por seus contemporâneos como uma pessoa de caráter gentil, ele era reservado e totalmente dedicado ao seu ofício. Quase desprovido de educação, dedicou-se ao estudo de temas clássicos, e ele próprio trabalhou sua fortuna, da origem humilde até o ápice do sucesso pessoal. Fez sua carreira em um ambiente de grande rivalidade profissional, que, no entanto, levou-o a lidar com nobres, cardeais, papas e reis.
Sua posição na pintura de paisagem é de primeira ordem, um fato notável por ser conhecido na área anglo-saxônica - onde seu trabalho era altamente valorizado e até influenciava a jardinagem inglesa - apenas pelo seu primeiro nome, Claude, assim como artistas como Michelangelo, Rafael ou Rembrandt. Um grande inovador no gênero de paisagem, ele foi descrito como o "primeiro paisagista puro".
Lorrain refletiu em sua obra um novo conceito na elaboração da paisagem baseada em congêneres clássicos - a chamada "paisagem ideal" -, que evidencia uma concepção ideal da natureza e do próprio mundo interior do artista. Essa maneira de tratar a paisagem confere-lhe um caráter mais elaborado e intelectual e torna-se o objeto principal da criação do artista, a corporificação de sua concepção de mundo, o intérprete de sua poesia, evocativa de um espaço perfeito e ideal.
Um dos elementos mais significativos no trabalho de Lorrain é o uso da luz, que dá uma importância primordial ao conceber a pintura: a composição da luz serve primeiro como um fator plástico, sendo a base com a qual organiza a composição, com a qual cria espaço e tempo, com os quais articula as figuras, as arquiteturas, os elementos da natureza; em segundo lugar, é um fator estético, destacando a luz como o principal elemento sensível, como o meio que atrai e envolve o espectador, e leva a um mundo de sonhos, um mundo de perfeição ideal recriado pela atmosfera de total serenidade e placidez que Claude cria com a sua luz.
O trabalho de Lorrain expressa uma sensação quase panteísta da natureza, que é nobre e ordenada como a dos artistas clássicos dos quais a obra loreniana é nutrida, mas ainda livre e exuberante como a natureza selvagem. Recria um mundo perfeito, alheio à passagem do tempo, mas de natureza racional, satisfazendo plenamente a mente e o espírito. Segue-se o antigo ideal de ut pictura poesis, no qual a paisagem, a natureza, traduz um sentido poético da existência, uma concepção lírica e harmonizada do universo.
| “ | Claude conhecia o mundo com seu coração até o último detalhe. Ele usou o mundo para expressar o que sentia na alma. Isso é o verdadeiro idealismo! | ” |
|   | — Goethe , . |   |

## Biografia
Claude nasceu em 1600 em Chamagne, perto de Lunéville, ao sul de Nancy, no Ducado de Lorena, então uma região independente. Era o filho de Jean Gellée e Anne Pedrose, de origem camponesa, mas com uma posição um pouco afluente, e foi o terceiro de sete filhos. Órfão desde 1612, passou uma curta estadia com seu irmão mais velho em Friburgo em Brisgóvia. Seu irmão, um escultor de madeira especializado em marchetaria, ensinou-lhe os rudimentos do desenho.
Em 1613 viajou para Roma, onde trabalhou como chefe de confeitaria, tradicional ofício de Lorraine. Foi possivelmente nessa época que ele entrou para o serviço de Agostino Tassi, um pintor de paisagens da tradição romana tardia, do qual ele mais tarde se tornou um discípulo. Entre 1619 e 1621 se estabeleceu em Nápoles, onde estudou pintura com Gottfried Wals, um pintor de paisagens,  originário de Colônia, pouco conhecido. Deve-se notar que não é totalmente certo se seu primeiro treinamento foi com Tassi e depois com Wals ou vice-versa, diante da limitação dos dados que são mantidos sobre o artista nesses anos.
Em 1625 iniciou uma viagem por Loreto, Veneza, Tirol e Baviera, e retornou ao seu local de origem, instalando-se em Nancy por um ano e meio. Colaborou como assistente de Claude Deruet, pintor da corte ducal, e trabalhou nos afrescos da igreja das Carmelitas de Nancy (agora perdidos). Finalmente, em 1627, retornou a Roma, onde permaneceu o resto de seus dias. Com uma vida tranquila e ordeira, uma vez estabelecido em Roma, só mudou seu endereço em uma ocasião, da Rua Margutta para Rua Paolina (agora Via del Babuino).  Embora permanecesse solteiro, tinha uma filha natural, chamada Agnese , com quem ele viveu junto com dois sobrinhos também vindos de Lorena, Jean e Joseph Gellée.
Na década de 1630 começou a consolidar-se como pintor, fazendo paisagens inspiradas no campo romano, com um ar bucólico-pastoril. Ele assinou suas pinturas como le lorrain ("o lorenês"), razão pela qual começou a ser conhecido como Claude Lorrain. Em Roma contatou Joachim von Sandrart e outros estrangeiros estabelecidos na sede papal (Swanevelt, Poelenburgh, Breenbergh) , com os quais foi apresentado à pintura de paisagem. Também fez amizade com Nicolas Poussin, outro francês que vive em Roma. Pouco a pouco estava melhorando sua posição, então ele poderia ter um assistente, Gian Domenico Desiderii, que trabalhou com ele até 1658.

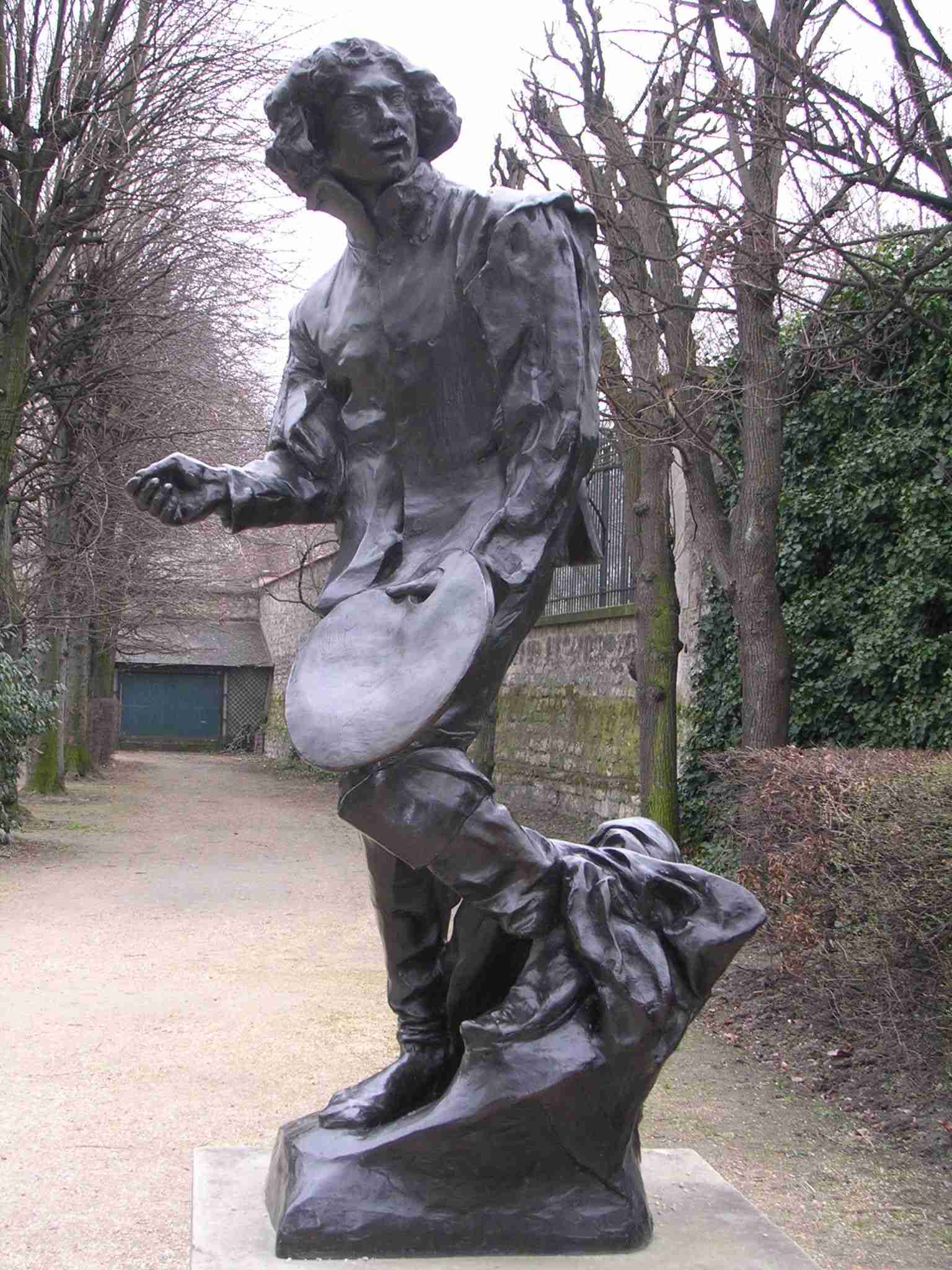
Monumento a Claude Lorrain, Auguste Rodin, parque da Pépinière, Nancy.

Até 1630 pintou vários afrescos nos palácios de Muti e Crescenzi em Roma, uma técnica que ele não usou novamente. Naquela época, começou a desfrutar de certa fama nos círculos artísticos de Roma, por isso recebeu várias comissões de personagens proeminentes, e foi favorecido pelo cardeal Bentivoglio, que o apresentou ao Papa Urbano VIII, que encomendou duas obras: Paisagem com dança camponesa (1637) e Vista do porto (1637).
Seus patronos foram também os cardeais Fábio Chigi e Giulio Rospigliosi, que mais tarde se tornaram papas como Alexandre VII e Clemente IX. Ao longo de sua vida ele pintou principalmente para a nobreza e o clero, e recebeu encomendas de toda a Europa, principalmente da França. Espanha, Reino Unido, Flandres, Holanda e Dinamarca. A demanda de Lorrain por obras era tal que, em 1665, um negociante teve que confessar ao colecionador Antonio Ruffo - que compunha várias obras de Rembrandt - que "não há esperança de obter um trabalho de Claude; uma vida não seria suficiente para satisfazer seus clientes."
Sua fama era tal que imitadores começaram a surgir - como Sébastien Bourdon -, então em 1635 ele fundou o Liber Veritatis (Museu Britânico), um caderno de rascunhos onde ele gravou todas as suas composições, para evitar falsificações. Este caderno consiste em 195 desenhos que copiam a composição de suas obras, descritas até o último detalhe, o cliente para quem ele havia sido pintado e as taxas que ele cobrava. Em 1634 ele entrou para a Accademia di San Luca, e em 1643 na Congregazione dei Virtuosi, uma sociedade literária fundada em 1621 pelo cardeal Ludovisi.
Em 1636 fez outra viagem para Nápoles, e no ano seguinte recebeu uma comissão do embaixador de Espanha em Roma, o Marquês de Castelo Rodrigo, uma série de gravuras intitulada Fogos de artifício. Talvez por recomendação do marquês, Claude recebeu uma comissão de Felipe IV para o Palacio del Buen Retiro, em Madrid, para decorar a Galeria de Paisagens, ao lado de obras de artistas contemporâneos, tais como Nicolas Poussin, Herman van Swanevelt, Jan Both, Dughet Gaspard e Jean Lemaire. Lorrain fez oito pinturas monumentais, em dois grupos: quatro de formato longitudinal (1635-38) e quatro de formato vertical (1639-41). O programa iconográfico, tirado da Bíblia e as histórias dos Santos, foi eleito pelo Conde-Duque de Olivares, que dirigiu os trabalhos. Em 1654 ele recusou o cargo de reitor chefe da Accademia di San Luca, para viver totalmente dedicado à sua profissão. Sofrendo de gota desde 1663, em seus últimos anos ele fez menos e menos pinturas, deslizando em direção a um estilo mais sereno, pessoal e poético.

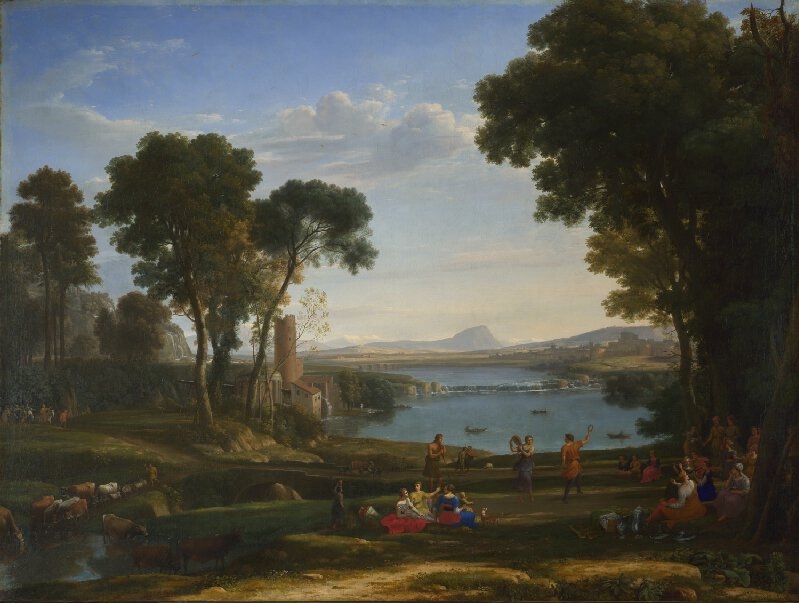
Paisagem com o Casamento de Isaac e Rebeca, National Gallery, Londres.

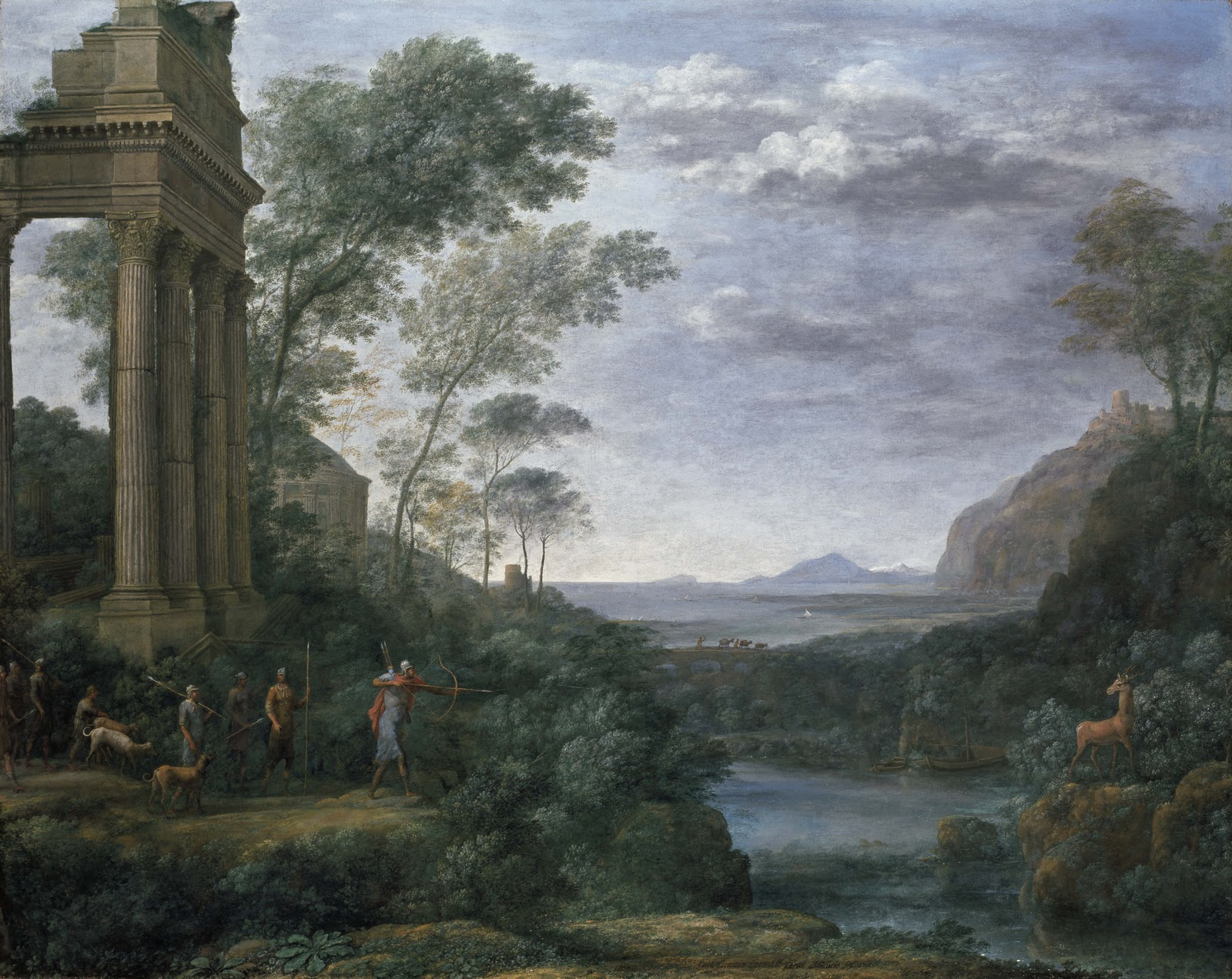
Paisagem com Ascanius atirando no cervo de Sylvia, Museu Ashmolean, Oxford.

Faleceu em Roma, aos 23 de novembro de 1682, e foi sepultado na igreja da Trinità dei Monti, com grandes sinais de respeito e admiração pela sociedade de seu tempo. Em 1840, seus restos mortais foram transferidos para a Igreja de São Luis dos Franceses, onde atualmente descansam.